# Turbinicarpus mandragora
La mandrágora, biznaguita o palito (Turbinicarpus mandragora) es una especie fanerógama perteneciente a la familia Cactaceae. Tiene forma globosa, mide hasta 5 cm de altura y 6 cm de diámetro. Las flores son hermafroditas, pero requieren del polen de otras plantas para fecundarse, son polinizadas por insectos alados y hormigas, son de color blanco, con una línea media de color rojizo, miden hasta 2 cm de longitud y 2.5 cm de diámetro. Esta especie se reproduce varias veces durante su vida (estartegia de reproducción policárpica), las semillas son dispersadas por animales, el viento y el agua.

## Clasificación y descripción
Plantas usualmente solitarias, más o menos globosas, de color gris verdoso, de 3 a 5 cm de altura y de 4 a 6 cm de diámetro. Raíces largas, napiformes. Tubérculos cónicos. Espinas centrales 1 a 2, blanquecinas, volviéndose oscuras con la edad, erectas, rígidas, 18 a 22 mm de longitud. Espinas radiales 8 a 14, blancas, rígidas, de 8 a 15 mm de longitud. Flores blancas con una línea media rojiza, de 2 cm de longitud, y de 2.5 cm de diámetro.

## Distribución
Esta especie tiene una distribución restringida, es endémica de México y se localiza en las regiones de Parras y Viesca, en el estado de Coahuila de Zaragoza, y en los estados de Nuevo León y San Luis Potosí.

## Ambiente
Crece en sitios con vegetación de matorral xerófilo, microfilo y matorral desértico rosetófilo, a una altitud de 1,500 m s.n.m. En suelos calcáreos, en laderas y colinas.

## Estado de conservación
Esta especie se encuentra fuertemente amenazada por la colecta ilegal, y aunado a que su distribución es muy reducida y sus poblaciones muy pequeñas, esta práctica está provocando que sus poblaciones decrezcan. Se encuentra bajo la categoría de Amenazada (A) en la NOM-059-SEMARNAT-2010. La Unión Internacional para la Conservación de la Naturaleza (UICN) la considera En Peligro Crítico (CR) (Critically Endangered). En este caso, la IUCN reconoce dos subespecies, la nominal (mandrágora) y pailanus, y no aclara si la evaluación de la especie involucra las dos subespecies. Este género se incluye en el Apéndice I de la CITES. Al ser una especie amenazada, en México su manejo se halla regulado bajo el Código Penal Federal, la Ley General del Equilibrio Ecológico y Protección al Ambiente, y la Ley General de Vida Silvestre.

## Usos
Ornamental